# Dow Chemical
La Dow Chemical Company è un'impresa multinazionale statunitense con sede a Midland (Michigan).
Nel 2006 la produzione di polistirene della Dow Chemical è stata la più alta al mondo. Dal 2007 è la seconda più grande produttrice chimica al mondo dopo BASF. Il 1º settembre 2017 la Dow Chemical ha portato a termine l'accordo di fusione con DuPont, già annunciato nel dicembre 2015. La società prende il nome di DowDuPont con tre divisioni: agricoltura, scienza dei materiali e prodotti speciali.

## Storia
- 18 maggio 1897: la Dow Chemical Company viene fondata da Herbert H. Dow per la produzione di ipoclorito di sodio (candeggina).
- 1900: l'azienda acquisisce la Midland Chemical Company.[6]
- 1906: inizia la produzione di prodotti per l'agricoltura e di benzoato di sodio (un conservante alimentare) da parte della Dow Chemical Company.
- 1910: viene allargata la produzione al solfuro di calcio e all'arseniato di piombo.[7]
- 1913 viene abbandonata la produzione della candeggina da parte dell'azienda.
- 1916 vengono prodotti cloruro di calcio, magnesio metallico e acido acetilsalicilico.
- 1922: viene introdotta la produzione di dibromuro di etilene.[8]
- 1925: viene acquisito il brevetto per i fiocchi di cloruro di calcio.
- 1928: lo stirene e il Saran si aggiungono alla lista dei prodotti della Dow Chemical Company.
- 1930: Herbert H. Dow viene insignito della medaglia Perkin per i suoi contributo nell'ambito della chimica.[9]
  - 15 ottobre 1930: muore Herbert H. Dow, il fondatore della Dow Chemical Company. La carica di presidente passa al figlio Willard H. Dow.
- 1941: all'azienda viene riconosciuto il Chemical Engineering Award per le sue attività di estrazione del magnesio dall'acqua di mare.[10]
- 1949: dopo la morte di Willard H. Dow, la carica di presidente passa a Leland I. Doan.
- 1962: muore Leland I. Doan e il figlio Herbert D. Doan diventa presidente dell'azienda.[11]
- 1965: comincia a produrre l'Agente Arancio, un defoliante tossico utilizzato dalle forze armate statunitensi durante il conflitto in Vietnam.
- 1966: vengono prodotte resine epossidiche
- 1971: C.B. Branch diventa presidente della Dow Chemical Company.[12]
- 1973: l'azienda entra a far parte della Tokyo Stock Exchange.
- 1976: Zoltan Merszei diventa presidente della Dow Chemical Company.
- 1978: Paul F. Oreffice diventa presidente della Dow Chemical Company.
- 1984: Disastro di Bhopal in India
- 1986: la Dow Chemical Company raggiunge il primato mondiale di produzione di materie termoplastiche.[13]
- 1987: Frank P. Popoff diventa presidente della Dow Chemical Company.
- 1995: W.S. Stavropoulos diventa presidente della Dow Chemical Company.[14]
- 1998: viene acquisita la Isopol, la rimanente parte della Mycogen Corporation e viene attuata l'integrazione della Sentrachem Limited.
- 1999: avviene la fusione tra la Dow Chemical Company e la Union Carbide.
- 2000: William S. Stavropoulos diventa presidente della Dow Chemical Company. Nello stesso anno l'azienda vince il National Award for Corporate Health and Safety.[15]
- 2001: Acquisizione della Union Carbide.
- 2002: l'azienda riceve il National Medal of Technology.
- 2006: Contaminazione di diossina del fiume Tittabawassee negli Stati Uniti,

La Dow, fin dagli inizi della sua attività in Italia, intorno agli anni del dopo guerra, ha voluto investire molto, sviluppando da un lato la sua presenza industriale con la produzione di polistirolo e dall'altro creando la Dow Lepetit acquisendo nel 1964 la maggioranza delle azioni Lepetit che da oltre un secolo operava nel settore farmaceutico. Ciò ha permesso alla Dow di entrare nel settore farmaceutico mondiale, beneficiando dell'esperienza e delle conoscenze tecnologiche della Lepetit stessa che erano molto avanzate e già ben strutturate. In realtà qualche anno più tardi in seguito ad un periodo delicato storico e da alcuni passi molto forti quale una riorganizzazione aziendale drastica del personale, nel 1975 si ebbero momenti di grandi tensioni con i sindacati. Un esempio la storia accaduto allo stabilimento di Brindisi in cui il Direttore dello stabilimento, Dott. Federico Tupon (Dottore in Chimica esperto in antibiotici) subì, nonostante molto amato e stimato, notevoli minacce personali in quanto si vociferava che lo stabilimento di Brindisi, così come quello di Anagni stessero provvedendo al licenziamento non per una riorganizzazione ma per una chiusura definitiva. Il Dott. Tupone, siciliano, uomo del sud con il suo motto "porta aperta a tutti", cercava di difendere i suoi lavoratori, ma anche di affrontare problemi territoriali quali i trasporti lenti, scarsi e spesso discriminanti: i lavoratori della Dow dovevano percorrere più di un chilometro a piedi per raggiungere lo stabilimento e per i pendolari la situazione era ancora più pesante. Grande collaborazione tra Azienda e Sindacato spesso non confortata dal Territorio ostile e critico.

## Stabilimenti
Conta quasi un centinaio di stabilimenti, dislocati nei seguenti Paesi: Sudafrica, Germania, Argentina, Australia, Barbados, Belgio, Bermuda, Brasile, Cile, Cina, Colombia, Corea del Sud, Costa Rica, Spagna, Stati Uniti d'America, Francia, Guernsey, Hong Kong, Isole Mauritius, Isole Cayman, Isole Vergini Americane, Isole Vergini Britanniche, Indonesia, Irlanda, Italia, Giappone, Isola di Jersey, Malaysia, Messico, Panama, Paraguay, Paesi Bassi, Portogallo, Inghilterra, Russia, Singapore, Svezia, Svizzera, Uruguay e Venezuela.

## Marchi
La Dow Chemical possiede i seguenti marchi: Dow Agrosciences, Dow Chemical, DuPont Dow Elastomers (50%), Hampshire Chemical, Mycogen Seeds, Wolff Walsrode.

## Il disastro industriale di Bhopal
Il 3 dicembre 1984, in uno stabilimento della Union Carbide (azienda in seguito acquisita dalla Dow Chemical Company) si verificò uno dei più gravi incidenti chimici della storia. Il disastro fu causato dalla fuga di 40 tonnellate di isocianato di metile (MIC), prodotti dalla filiale locale dell'azienda. Le stime variano e, se quelle ufficiali, aggiornate nel 1991, parlano di circa 3.800 morti e 11.000 disabili, le non ufficiali arrivano a quantificare circa 20.000 vittime e 120.000 casi di malattie croniche, accanto ai 150.000-600.000 (sempre stime non ufficiali) avvelenati nell'immediato e durante i periodi successivi. Gli effetti a lungo termine sulla popolazione, in termini di malattie croniche, probabilmente non potranno essere mai valutati appieno.